# Alfred Poniński

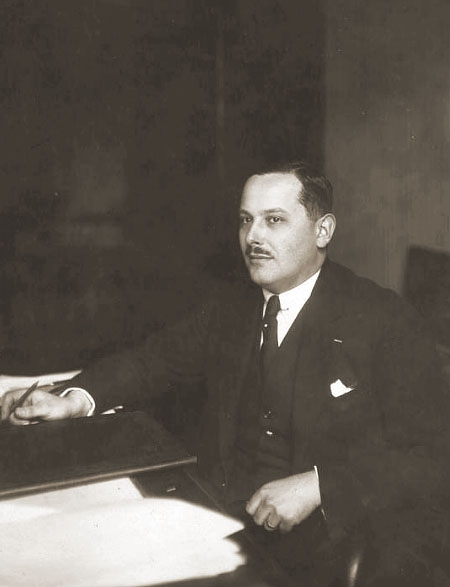
Alfred Emeryk Poniński

Alfred Emeryk Poniński (n. 18 iunie 1896, Kościelec, Poznań - d. 25 martie 1968, Sydney) a fost un diplomat, jurnalist și publicist polonez. Între anii 1919-1921, a activat ca asistent în Ministerul Afacerilor Externe din Varșovia. Din 1921 până în 1924 a fost secretar al consulatului Republicii Polone în Bruxelles. Între anii 1925-1926 - ambasador al Republicii Polone în Paris. Autorul cărții: La Question Polonaise Depuis 1830 Jusqu' ă la Grande Guerre (Paris, 1926).